# Sistema elettorale in Russia
Il sistema elettorale russo è il meccanismo adottato in Russia per determinare, in base ai voti espressi dagli elettori, l'assegnazione dei 450 seggi della Duma di Stato, camera bassa dell'Assemblea Federale Russa.

## Funzionamento

Collegi uninominali

La Russia vota tramite un sistema elettorale misto. La metà dei seggi (225) viene infatti distribuita tramite sistema proporzionale a circoscrizione unica (l'intero Paese), con liste bloccate e soglia di sbarramento al 5%. Gli altri 225 posti sono invece attribuiti tramite collegi uninominali con sistema maggioritario a turno unico.